# Madrids museer
I Madrid finns några av Europas allra förnämsta konstmuseer, vilka är en av de viktigaste turistattraktionerna i den spanska huvudstaden. Den så kallade konsttriangeln bildas av de tre museerna: Museo del Prado, Thyssen-Bornemisza, och Museo Reina Sofía:

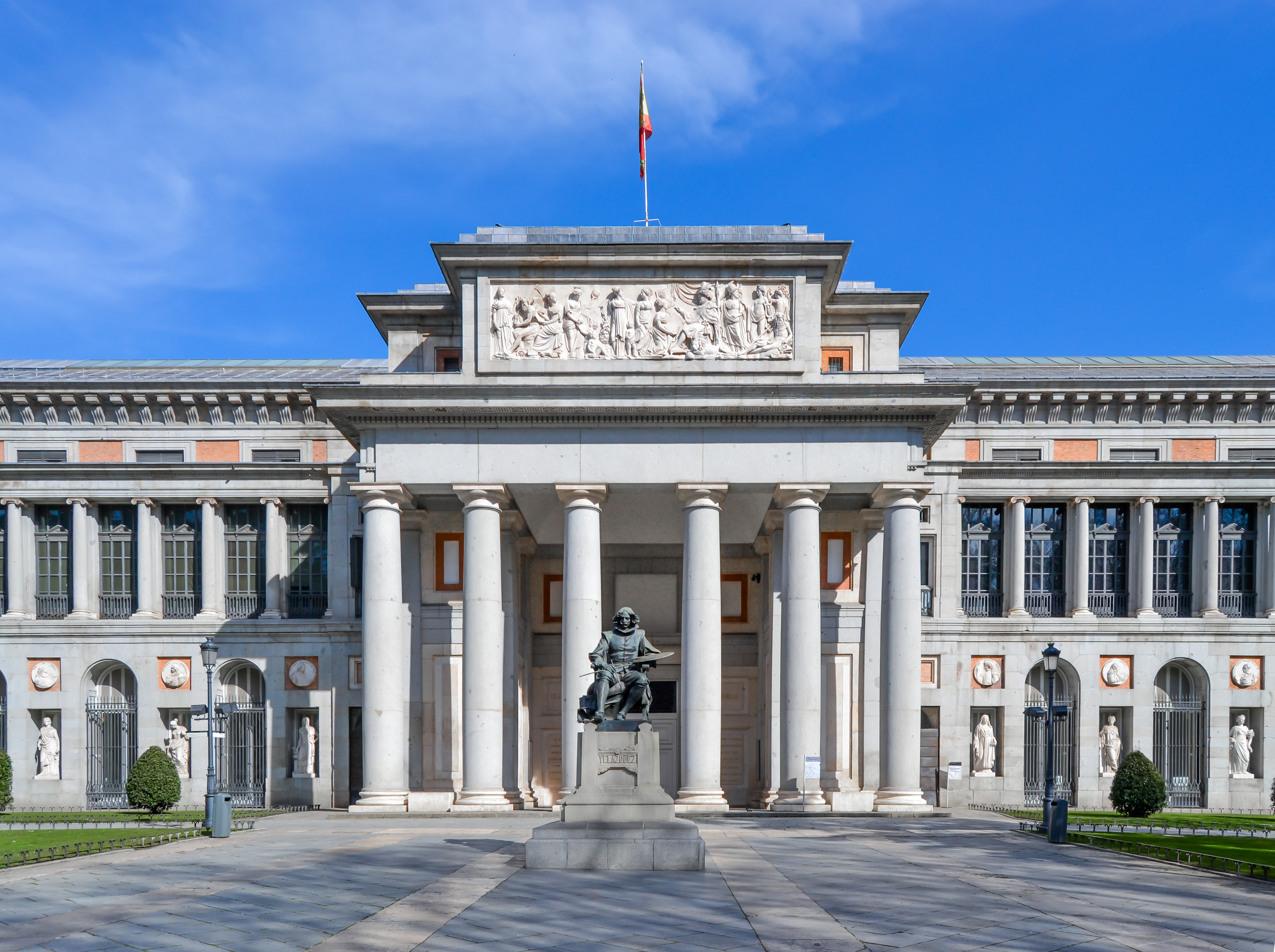
Pradomuseets fasad, med statyn av Velázquez.

- Museo del Prado är ett av världens mest betydande museer, kanske inte det mest kompletta, men kanske det mest välfyllda genom sin samling av mästerverk. Samlingen innehåller främst målningar från tiden före 1900-talet, speciellt italienska, spanska och nederländska mästare. Till några av de mest representativa verken räknas: Las Meninas ("Hovdamerna"), Vulkans smedja, Backus triumf, av Velázquez; La maja desnuda ("Den nakna maja"), Skördetid, Den 3 maj 1808 i Madrid: arkebuseringen, av Goya; De tre gracerna av Rubens; Självporträtt av Albrecht Dürer; Adelsman med handen på bröstet av El Greco; Nedstigningen från himlen av Rogier van der Weyden; Lustarnas trädgård av Hieronymus Bosch; Karl V till häst i Mühlberg, av Tizian plus en stor samling av grekisk-romanska klassiska skulpturer, renässansskulpturer och andra perioder[1].

- Museo Thyssen-Bornemisza representerar en av de största privata konstsamlingarna i världen. Samlingarna är ordnade kronologiskt, med början i renässansen och slutar med 1900-talet. På andra våningen visas renässansen och klassicismen, italienskt 1400-tal, verk av italienska mästare, tyskar och holländare från 1500-talet som Jan van Eyck, Albrecht Dürer och Hans Holbein d.ä. och Hans Holbein d.y. (far och son)[2]; och slutligen en samling tillägnad Titian, Tintoretto, Jacopo Bassano [3], El Greco, Bernini och Caravaggio, bland andra. På första våningen hittar man samlingen med nederländska målningar, från Frans Hals till Max Beckmann; med stilar som realism, rokoko, nyklassicism, romantik och impressionism. Nedre våningen samlar verk från 1900-talet, från kubismen och de första avantgardisterna, fram till popkonsten. Bland mästerverken kan nämnas samtida verk av Picasso, Piet Mondrian, Marc Chagall och Edward Hopper[4].

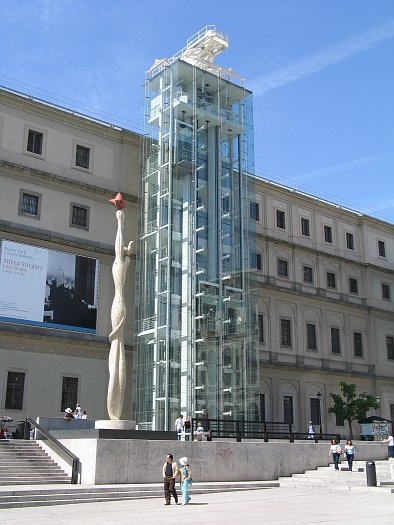
Fasaden till Museo Reina Sofía, där man kan se den yttre hissen med sitt karakteristiska utseende.

- Museo Reina Sofía är Spaniens nationella museum för 1900-talskonst. Museet har samlingar av Picasso och Salvador Dalí. Det mest kända verket i museet är Picassos Guernica. Det finns också verk av Juan Gris, Joan Miró, Julio González, Eduardo Chillida, Pablo Palazuelo, Antoni Tàpies, Pablo Gargallo, Lucio Muñoz, Luis Gordillo, Jorge Oteiza, Ouka Lele och José Luis Gutiérrez Solana, bland andra. Det finns också ett bibliotek med fritt inträde och specialiserat på konst, vars samlingar når upp till mer än 100 000 böcker, 3 500 ljudinspelningar och cirka 1 000 videor[5].

Andra betydande museer är:
- Real Academia de Bellas Artes de San Fernando
- Museo Arqueológico Nacional de España
- Monasterio de las Descalzas Reales
- Museo de América
- Museo Nacional de Antropología
- Museo Sorolla med framför allt konst av Joaquín Sorolla.
- Museo Lázaro Galdiano

### Fotnoter
1. ↑  Museo Nacional del Prado — Historia Arkiverad 14 oktober 2007 hämtat från the Wayback Machine. — Las colecciones. (spanska)
2. ↑  Museo Thyssen-Bornemisza, Artistas h
3. ↑  Museo Thyssen-Bornemisza, Jacopo Bassano
4. ↑  Verk från permanenta samlingen Arkiverad 9 mars 2008 hämtat från the Wayback Machine. i Museo Thyssen-Bornemisza. (spanska)
5. ↑  Permanentutställningen Arkiverad 5 februari 2008 hämtat från the Wayback Machine. i Museo Nacional Reina Sofía. (spanska)